# Cyrtodactylus otai
Espèce
Cyrtodactylus otai est une espèce de geckos de la famille des Gekkonidae.

## Répartition
Cette espèce est endémique de la province de Hòa Bình au Viêt Nam.

## Description
Le mâle holotype mesure 86,8 mm de longueur standard avec une queue de 97,6 mm.

## Étymologie
Cette espèce est nommée en l'honneur de Hidetoshi Ota.

## Publication originale
- Nguyen, Le, Van Pham, Ngo, Hoang, The Pham & Ziegler, 2015 : Two new species of Cyrtodactylus (Squamata: Gekkonidae) from the karst forest of Hoa Binh Province, Vietnam. Zootaxa, no 3985 (3), p. 375–390.